# Stade David-Ordoñez-Bardales
Le stade David-Ordoñez-Bardales est un stade de football situé à Zacapa au Guatemala d'une capacité de 10 000 personnes.
Le club Deportivo Zacapa y joue.